# Mantonico Bianco
Mantonico Bianco ist eine sehr alte Weißweinsorte aus Süditalien. Sie wird vor allem um die Stadt Bianco in der italienischen Region Kalabrien kultiviert, wo sie z. B. in den DOC-Weinen Bivongi und Donnici enthalten ist. 
Aus den Trauben wird hauptsächlich Dessertwein gewonnen. Die Reben sollen ihren Ursprung in Griechenland haben und von dort schon in der Antike nach Süditalien gebracht worden sein. Mantonico di Bianco ist mit der auch Mantonico Nero genannten roten Sorte Gaglioppo verwandt. Gaglioppo entstand durch eine spontane Kreuzung von Sangiovese und Mantonico bianco. Bei der sizilianischen Rebsorte Catarratto Bianco comune handelt es sich um eine Kreuzung von Mantonico bianco und Garganega.
Die Rebsorte darf nicht mit der Sorte Montonico Bianco verwechselt werden.

## Synonyme
Die Rebsorte Mantonico bianco ist auch unter den Namen Mantonacu, Mantonica vera, Mantonico, Mantonico Maclugnese, Mantonico vero, Mantonicu Pizzutella, Mantonicu vera, Mantonacu Viru della Locride, Montonico Bianco Calabrese und Montonico Bianco della Calabria bekannt.